# Mina Popović
Mina Popović, född 16 september 1994 i Kraljevo, är en serbisk volleybollspelare. 
Popovićs elitkarriär började när hon säsongen 2011-12 debuterade i den serbiska högsta ligan med OK Röda stjärnan Belgrad. Under tiden med klubben vann hon två ligatitlar och tre på varandra följande serbiska cuper.
Säsongen 2015-16 gick hon över till Obiettivo Risarcimento Volley i italienska Serie A1. Säsongen därefter gick hon över till Volley Bergamo i samma liga. Säsongen 2018-19 spelade hon i Azzurra Volley San Casciano, medan hon året efter gick över till Volleyball Casalmaggiore. Säsongen 2020-21 spelade hon med Pallavolo Scandicci Savino Del Bene.
Popović vann brons i både EM och världsmästerskapet med serbiska U18-landslaget, och silver vid EM 2012 med U19-laget. Hon debuterade i seniorlandslaget 2013. Hon har med landslaget vunnit brons (2015), guld (2017 och 2019) och silver (2021 och 2023) vid EM. Hon har också vunnit brons vid OS 2020 och guld vid VM 2022.